# Piotr Polejowski

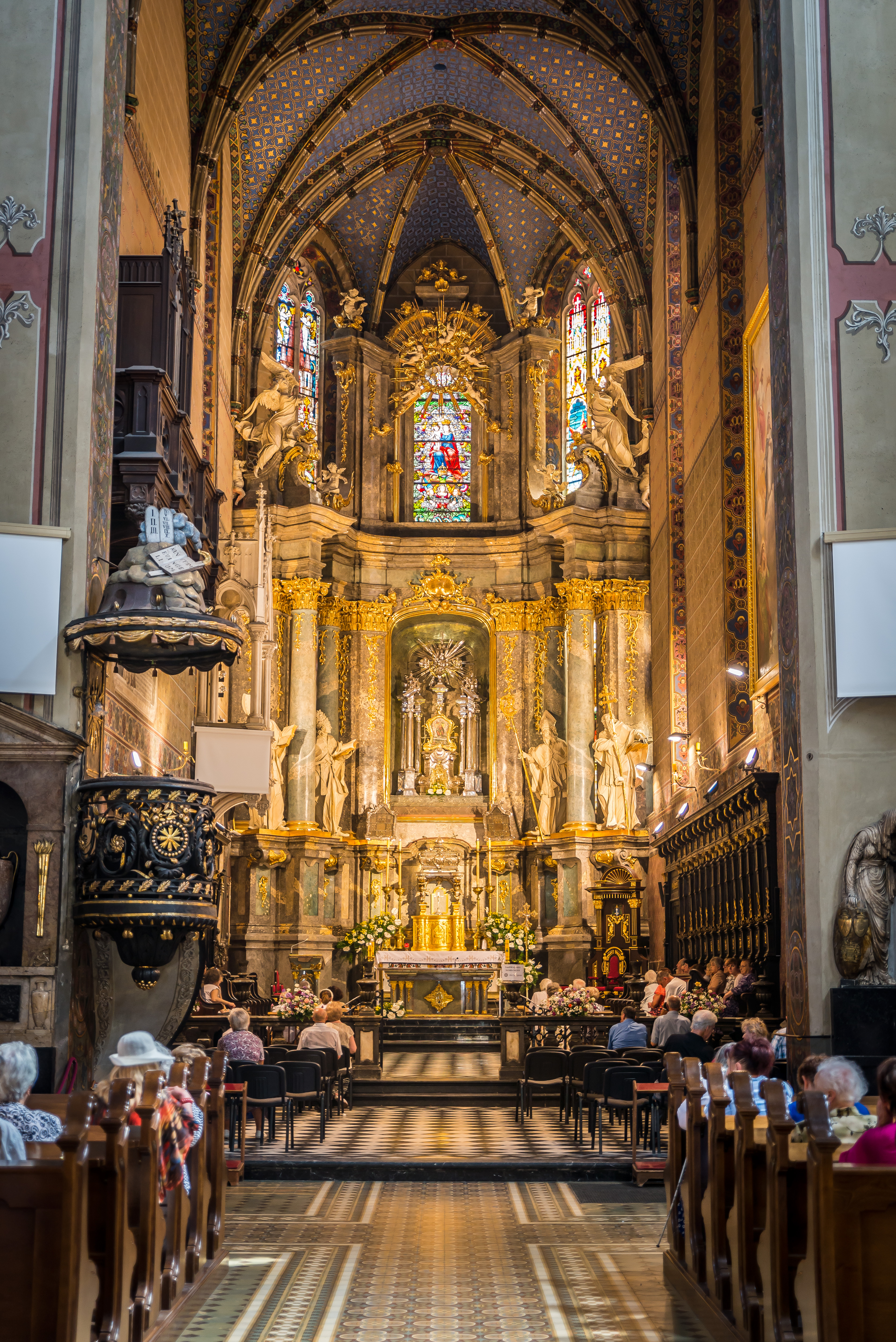
Hauptaltar der Kathedrale von Lemberg

Piotr Polejowski (* 1734; † 26. April 1776) war ein Lemberger Bildhauer, Schnitzer und Architekt des Spätbarocks und Rokoko. 1764 erlangte er den Rang eines Hofarchitekten am Königshof in Polen-Litauen.

## Leben und Werk
Sein künstlerisches Handwerk lernte er bei Bernhard Meretyn oder Johann Georg Pinsel. 
- Kathedrale von Lemberg: Hauptaltar und mehrere Nebenaltäre
- Franziskanerkirche von Przemyśl: Hauptaltar und mehrere Nebenaltäre
- Klosterkirche in Potschajiw
- Glockenturm der Pfarrkirche in Nawarija
- Pfarrkirche in Malechiw
- Bürgerhäuser in Lemberg

Piotr Polejowski gehörte einer Künstlerfamilie an. Seine Brüder Jan Polejowski und Maciej Polejowski waren ebenfalls Bildhauer und Schnitzer in Lemberg. Antoni Osiński und Maciej Miller waren seine Schwager.